# Méniskos

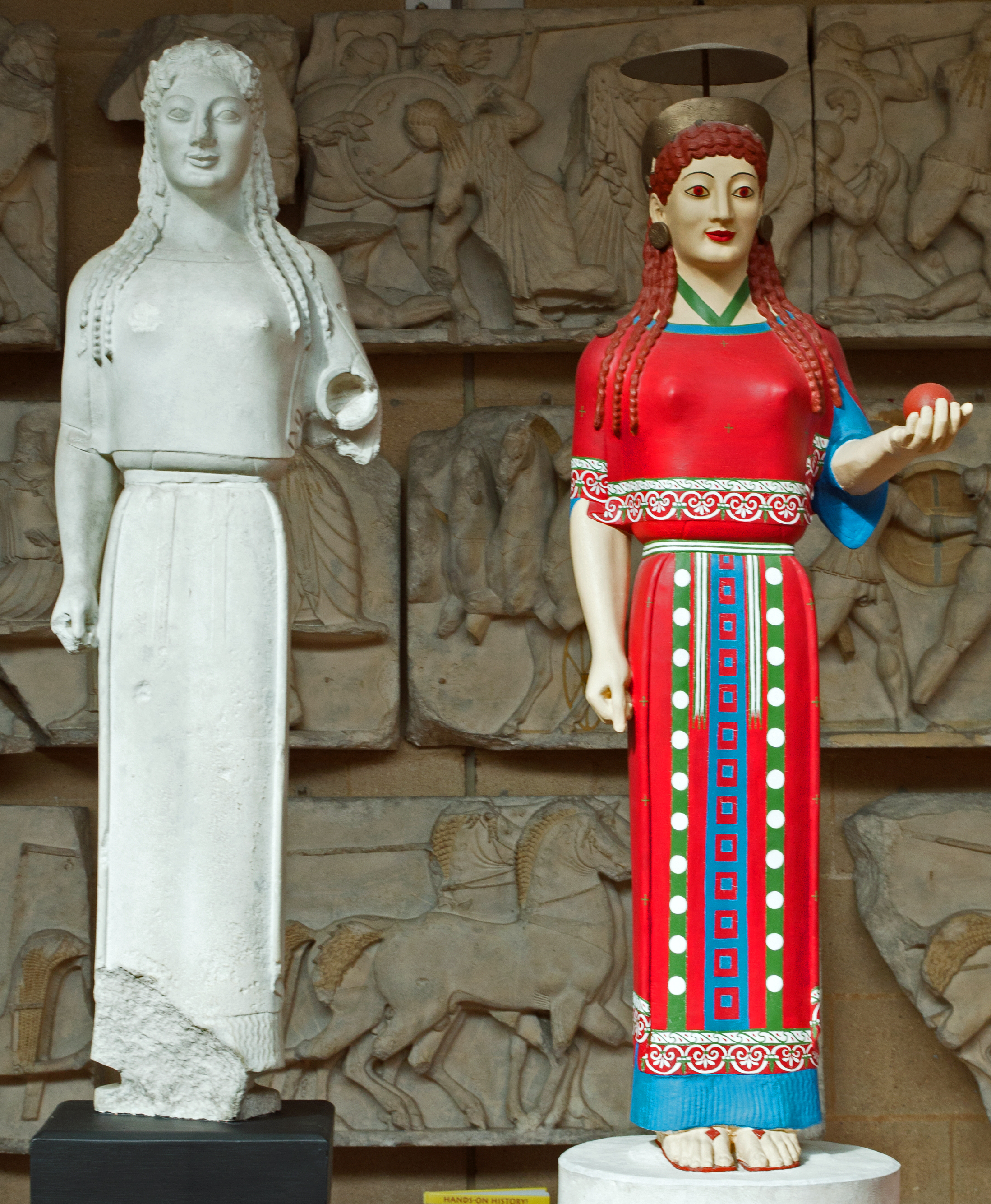
Reconstitution en polychromie de la Korè au péplos, la tête protégée par un ménisque.

Le méniskos (en grec : μηνισκος) était une sorte d'ombrelle, en métal, servant à protéger les statues exposées en plein air, notamment sur l'acropole d'Athènes. Son rôle était d'empêcher les oiseaux et autres volatiles de se poser sur la tête de la sculpture et de l'abîmer.
Le méniskos est mentionné dans la comédie d'Aristophane Les Oiseaux :
Si vous ne votez pas pour nous, vous feriez bien de préparer de petites plaques de métal pour protéger votre tête, que vous devrez porter, tout comme le font les statues. Sinon, pour ceux d'entre vous qui n'auront pas cette plaque sur la tête, lorsque vous vous habillerez avec de beaux vêtements blancs tout neufs, les oiseaux viendront vous chier dessus en guise de punition. Aristophane, Les Oiseaux, vers 1114–1117.